# Slaget vid Chickamauga
Slaget vid Chickamauga var ett slag under amerikanska inbördeskriget.

## Bakgrund
År 1863 hade krigslyckan vänt till unionens fördel efter slaget vid Gettysburg och unionsarmén befann sig på marsch söderut genom konfederationens territorium. Efter några mindre strider i Tennessee gav general George H. Thomas order om att inta Chickamauga i nordvästra Georgia alldeles intill gränsen mot Tennessee för att därmed skapa en öppning till söderns hjärta, Atlanta. Thomas stora problem var att ta sig över Tennesseefloden, eftersom hans styrkor skulle vara sårbara under övergången. Han lurade sydstatsgeneralen Braxton Bragg genom sätta in artillerield mot staden söderifrån. Under tiden tog sig huvudstyrkan över floden nordväst om staden. För att tvinga ut konfederationsarmén från staden anföll William S. Rosecrans deras underhållslinjer den 16 augusti, men utan resultat. Den 4 september fick försvararna understöd av general Robert E. Lee som gav general James Longstreet order att undsätta staden. Joseph E. Johnston avdelade en division med order marschera till staden från Mississippi.
George H. Thomas förde sina trupper till staden Trenton, Georgia den 8 september för nå Chickamauga. General Thomas L. Crittenden ledde anfallet. Braxton Bragg upptäckte hotet och evakuerade staden. General Rosecrans trodde att sydstatsarmén skulle fly till Dalton, Georgia. Men Braxton Bragg hade inga planer på att retirera. Thomas kavalleri tog den 10 september kontroll över järnvägskorsningen i Resaca, Georgia för att förhindra att Bragg fick understöd via den. Den 13-17 september lyckades Bragg med sin plan; han anföll den utspridda unionsarmén division för division. Men han fick problem med svaga underhållslinjer, eftersom han inte kontrollerade järnvägen. Följden blev att han tvingades tillbaka till staden.

## Slaget

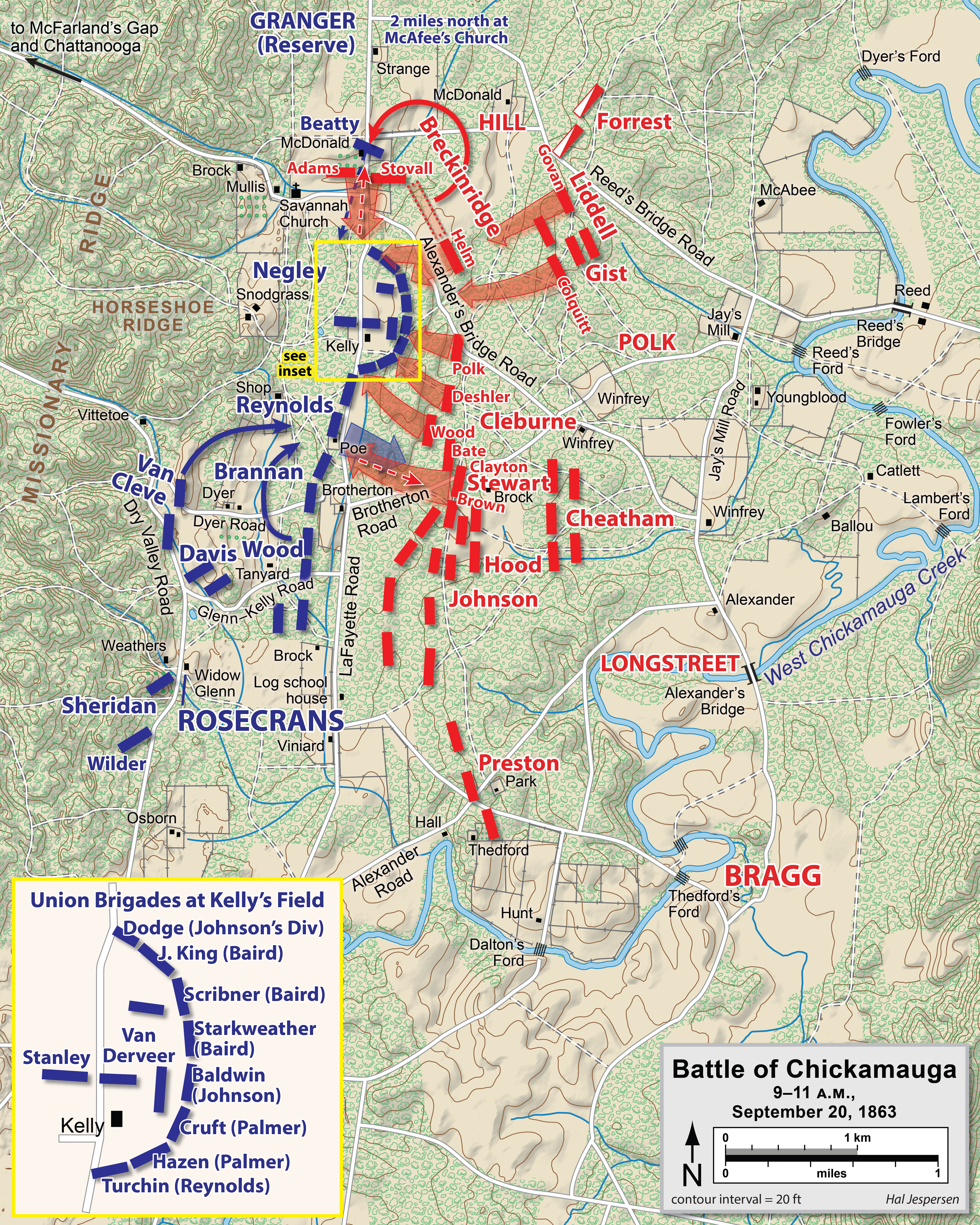
Karta över slaget vid Chickamauga den 20 september.

Den 18 september började slaget. Kavalleri från båda sidor invecklades på morgonen i strid samtidigt som Bragg försökte föra sin armé över Chickamauga Creek. Dagen därpå var unionsarmén utspridd på andra stranden men hade erhållit förstärkning av general Thomas John Woods trupper, vilka hade anslutit sig till Thomas L. Crittenden. Småstrider ägde rum under dagen. 
Bragg förefaller ha varit ovetande om att unionsarmén hade förstärks. På morgonen den 20 september beordrade han James Longstreet att anfalla unionsarméns vänstra flank. Försvarslinjen var stark. På Kelly Field hade unionsarmén grävt ner sig och anfallet slogs tillbaka. Bragg blev frustrerad och gav order om anfall över hela slagfältet. Till slut brast unionsarméns vänstra flank och deras soldater började fly. Men Thomas L. Crittenden lyckades täppa till luckan och trots order om reträtt höll han positionen till natten föll, varefter han kunde dra tillbaka sin styrkor utan att bli anfallen. Slaget vid Chickamauga var ett av få slag under amerikanska inbördeskriget där sydstatsarmén var numerärt starkare än sin fiende.